# Hiisi (Mond)
Hiisi (systematische Bezeichnung S/2007 (47171) 1) ist – je nach Definition – die um lediglich 7,6 % kleinere Komponente oder der größere, innere Mond des Plutinos (47171) Lempo. Die Entdeckung dieses Begleiters führte zum ersten bekannten Asteroiden-Mehrfachsystem im Kuipergürtel. Als Besonderheit weisen die insgesamt drei Komponenten eine vergleichbare Größe auf.

## Entdeckung und Benennung
Hiisi wurde im Oktober 2007 von einem Astronomenteam durch Untersuchungen von Bildern des Systems, die mit dem Hubble-Weltraumteleskop gemacht wurden, entdeckt. Die Entdeckung wurde im Oktober 2007 bekanntgegeben; der Mond erhielt die vorläufige Bezeichnung S/2007 (47171) 1. Die Entdeckung wurde 2009 bestätigt.
Am 5. Oktober 2017 gab das Minor Planet Center den Namen Hiisi bekannt. Hiisi ist – wie Paha – einer der Helfer des Gottes Lempo aus der finnischen Mythologie. Nach Lempo und Paha sind die beiden anderen Komponenten des Systems benannt worden.
Seit der Entdeckung der Begleiter wurde die Bezeichnung „(47171) 1999 TC36“ offiziell für die größte Komponente des Systems (A1) verwendet, während für die kleinere Komponente die Bezeichnung S/2007 (47171) 1 und für den weiter entfernten Mond S/2001 (47171) 1 galt. Doch wird der Name oft auch für das ganze System verwendet. Inoffiziell wird der Begleiter daher zuweilen auch als „(47171) 1999 TC36 A2“ oder einfach nur „A2“ bezeichnet.
Das Lempo-System wurde durch mehrere weltraumgestützte sowie erdbasierte Teleskope beobachtet. Im Dezember 2017 lagen insgesamt 331 Beobachtungen über einen Zeitraum von 43 Jahren vor.

## Eigenschaften

### Umlaufbahn
Hiisi und Lempo umkreisen einander um den gemeinsamen Schwerpunkt auf einer Umlaufbahn in 867 km Abstand (etwa 6,3 A1- bzw. 6,9 A2-Radien) zu den Mittelpunkten der beiden Körper; dies ergibt einen mittleren Abstand der Oberflächen beider Körper von etwa 606 km.
Die Bahnexzentrizität und Bahnneigung sind gegenwärtig noch nicht bestimmt.
Die Umlaufzeit von Hiisi beträgt 1 Tag 21 Stunden und 45,8 Minuten. Sein Orbit liegt weit innerhalb des Hill-Radius von 590.000 km.

### Rotation
Hiisis Rotationsperiode ist noch nicht sicher bestimmt. Möglicherweise beträgt sie ebenfalls 1 Tag 21 Stunden und 45,8 Minuten. In diesem Fall wäre die Umlaufzeit gleich der Rotationszeit, und da sich die größere Komponente Lempo ebenso verhalten müsste, würde es sich um eine doppelt gebundene Rotation handeln. Das bedeutet, dass sich beide Körper stets dieselbe Seite zuwenden. Nach dem System Pluto/Charon wäre es das erste Mal, bei dem eine weitere doppelt gebundene Rotation im Kuipergürtel nachgewiesen werden könnte. Im Hauptgürtel ist dies etwa bei (90) Antiope A und B der Fall. Voraussetzung dafür ist eine ähnliche Masse sowie eine enge Umlaufbahn der beiden Körper. In diesem Fall würde der Begleiter wie der Hauptkörper in einem (47171) Lempo-Jahr 47.022,4 Eigendrehungen vollführen.

### Größe
Die genaueste Durchmesserbestimmung (Geometrisches Mittel) Hiisis liegt bei 251 km. Der Begleiter weist damit 92,7 % des Durchmessers des Hauptkörpers auf. Da die dritte Komponente des Systems Paha ungefähr die Hälfte der Durchmesser der beiden Hauptkomponenten aufweist, liegt das Größenverhältnis daher grob bei 2:2:1, was im Sonnensystem einzigartig ist.
Ausgehend von einem mittleren Durchmesser von 251 km ergibt sich eine Oberfläche von etwa 198.000 km², was knapp der Fläche Kirgisistans entspricht.
| Jahr                                         | Abmessungen km     | Quelle         |
| -------------------------------------------- | ------------------ | -------------- |
| 2009                                         | 258,0 +041,0−035,0 | Benecchi u. a. |
| 2010                                         | 265,0 +041,0−035,0 | Benecchi u. a. |
| 2012                                         | 251,0 +016,0−017,0 | Mommert u. a.  |
| Die präziseste Bestimmung ist fett markiert. |                    |                |

### Innerer Aufbau
Die ungewöhnlich geringe mittlere Dichte von 0,64 g/cm³ ist ein Hinweis darauf, dass es sich nicht um einen kompakten Körper handelt, sondern dass das Objekt ein Rubble Pile sein dürfte, eine Ansammlung von Staub und Gesteinen, die von Hohlräumen durchsetzt ist. Die Porosität wird auf bis zu 68 % geschätzt.
Hiisis Masse dürfte rund 6 – 7 · 1019 betragen; die Gesamtmasse des Systems beträgt etwa 1,3 ∙ 1019.
Die mittlere Oberflächentemperatur beträgt 44–45 K (−229 bis −228 °C).

## Entstehung
Bislang existieren zwei Hypothesen zur Entstehung des Dreifachsystems. Entweder kam es durch eine große Kollision zustande, nach der sich das ganze System aus der entstandenen Akkretionsscheibe neu formierte, oder die dritte Komponente wurde durch den bereits bestehenden Doppelasteroiden gravitativ eingefangen. Die ähnlichen Größen und Massen der A1 und A2–Komponenten begünstigen letztere Hypothese.